# Amjet Executive
Amjet Executive ist eine griechische Charterfluggesellschaft mit Sitz in Athen, Griechenland. Sie wurde Ende 2009 vom Piloten Abakar Manany gegründet. Eine Maklerabteilung in Genf, Schweiz wurde im Jahre 2011 gegründet. Des Weiteren ist die Gesellschaft mit Flugzeugmanagement, Wartung, Verkäufen und Übernahmen beschäftigt.

## Flotte
Die Flotte der Amjet Executive besteht mit Stand Januar 2022 aus neun Flugzeugen:
| Flugzeugtyp             | aktiv | bestellt | Anmerkungen | Sitzplätze |
| ----------------------- | ----- | -------- | ----------- | ---------- |
| Airbus A319-100 ACJ     | 1     |          |             | 48         |
| Boeing Mc-Donnell MD-83 | 1     |          |             | 42         |
| Dassault Falcon 8X      | 1     |          |             | 14         |
| Dassault Falcon 8X      | 1     |          |             | 14         |
| Dassault Falcon 2000 LX | 1     |          |             | 10         |
| Dassault Falcon 900DX   | 1     |          |             | 19         |
| Dassault Falcon 900DX   | 1     |          |             | 19         |
| Dassault Falcon 50      | 1     |          |             | 9          |
| Gulfstream G200         | 1     |          |             | 10         |
| Gesamt                  | 9     | –        |             |            |